# Thung Tako (huyện)
Thung Tako (tiếng Thái: ทุ่งตะโก) là một huyện (‘‘amphoe’’) ở phía trung của tỉnh Chumphon, phía nam Thái Lan.

## Địa lý
Các huyện giáp ranh (từ phía nam theo chiều kim đồng hồ) là Lang Suan và Sawi của tỉnh Chumphon. Về phía đông là vịnh Thái Lan.

## Lịch sử
Tiểu huyệns (King Amphoe) đã được thành lập ngày 6 tháng 9 năm 1976, khi ba tambon Thung Takhrai, Tako và Pak Tako được tách khỏi Sawi. Đơn vị này đã được nâng thành huyện ngày 19 tháng 7 năm 1991.

## Hành chính
Huyện này được chia thành 4 phó huyện (tambon), các đơn vị này lại được chia thành 35 làng (muban). Pak Tako là một thị trấn (thesaban tambon) which nằm trên lãnh thổ same-named tambon. Ngoài ra có 3 Tổ chức hành chính tambon (TAO).
| \| Số TT \| Tên \| Tên tiếng Thái \| Số làng \| Dân số \| \| \| ----- \| -------------- \| -------------- \| ------- \| ------ \| \| \| 1. \| Pak Tako \| ปากตะโก \| 5 \| 3.987 \| \| \| 2. \| Thung Takhrai \| ทุ่งตะไคร \| 8 \| 5.640 \| \| \| 3. \| Tako \| ตะโก \| 14 \| 8.412 \| \| \| 4. \| Chong Mai Kaeo \| ช่องไม้แก้ว \| 8 \| 5.496 \| \| | Map of Amphoe  |                |         |        |  |
| Số TT | Tên            | Tên tiếng Thái | Số làng | Dân số |  |
| 1. | Pak Tako       | ปากตะโก        | 5       | 3.987  |  |
| 2. | Thung Takhrai  | ทุ่งตะไคร        | 8       | 5.640  |  |
| 3. | Tako           | ตะโก           | 14      | 8.412  |  |
| 4. | Chong Mai Kaeo | ช่องไม้แก้ว       | 8       | 5.496  |  |